# Johannes Krause
Johannes Krause (Leinefeld, 17 luglio 1980) è un genetista e biochimico tedesco professore di archeologia e paleogenetica dal 2010 all'Università di Tubinga. Nel 2014, Krause è co-direttore del nuovo Istituto Max Planck per la Scienza della Storia Umana con sede a Jena in Germania, istituto di ricerca della Società Max Planck.

## Biografia
Dal 2000 al 2005, Krause ha studiato biochimica all'università di Lipsia e all'University College Cork in Irlanda. Nel 2005 ha ottenuto il suo diploma di laurea con la pubblicazione Il genoma mitocondriale del mammut lanoso al Max Planck Institute for Evolutionary Anthropology, seguito da una tesi di dottorato nel 2008 sotto la guida di Svante Pääbo dal titolo From genes to genomes: Applications for multiplex PCR in Ancient DNA Research riguardante le indagini genetiche su Neanderthal e gli orsi delle caverne.
Nel 2010, per la sua tesi di dottorato ha ricevuto il Tübingen Award for Early Prehistory and Quaternary Ecology.  Lo stesso anno, per la come co-autore dell'articolo pubblicato su Science A draft sequence and preliminary analysis of the Neandertal genome ha ricevuto il Newcomb Cleveland Prize della American Association for the Advancement of Science, il premio per il miglior articolo dell'anno.  Nell'ottobre 2010, è diventato professore junior presso l'Istituto di Archeologia Scientifica di Tubinga.  Da allora dirige il gruppo di lavoro sulla paleogenetica presso l'Istituto.
Nell'estate del 2014, è stato annunciato che il Max Planck Institute of Economics di Jena sarebbe stato riformato, cambiando anche il campo di ricerca. Insieme a Russell Gray, Krause è stato così nominato co-direttore del nuovo Max Planck Institute of History and the Sciences, a partire dal 1º febbraio 2014.  Allo stesso tempo, Krause è rimasto un professore onorario presso l'Università di Tubinga.

## Attività di ricerca
La ricerca di Krause è focalizzata sull'analisi genetica utilizzando il sequenziamento del DNA antico. I suoi interessi di ricerca includono l'evoluzione umana, gli agenti patogeni e le epidemie storiche.
Nel 2010, Krause e altri hanno ricostruito con successo il DNA mitocondriale di un individuo denisovano da 30 milligrammi di materiale in polvere da un osso del dito.  Questo gli ha permesso di dimostrare che i Denisovani rappresentavano un ramo indipendente del genere Homo che divergeva dalla stirpe Neanderthal 640.000 anni fa. Ha anche contribuito alla ricerca sul patrimonio genetico dei Neanderthal, che ha dimostrato che i Neanderthal e gli umani moderni condividono lo stesso "gene del linguaggio" (FOXP2) che suggerisce che anche i Neanderthal avevano la capacità di parlare.
Krause ha fatto parte del team di ricerca internazionale che nel 2011 ha ricostruito il genoma del batterio Yersinia pestis da campioni di DNA estratti dal cimitero della peste del XIV secolo di East Smithfield a Londra, trovando la prova definitiva che dimostra come l'epidemia medievale di Morte Nera fu causata da Y. pestis.
Nel giugno 2013, il gruppo di Krause in collaborazione con l'Istituto di Tecnologia di Losanna ha pubblicato una ricerca che dimostra che il batterio della lebbra non è cambiato geneticamente dal Medioevo e tutti i batteri della lebbra possono essere attribuiti in tutto il mondo a un antenato comune risalente al 4000 a.C..
Nel 2017, un team guidato da Krause ha eseguito il primo sequenziamento affidabile dei genomi di individui mummificati dell'antico Egitto. Tuttavia, per stessa ammissione del team nel manoscritto, i campioni potrebbero non essere stati rappresentativi della maggior parte degli egiziani, in particolare delle dinastie precedenti alle invasioni degli eurasiatici. Precedenti risultati di aplotipi e PCR DNA indicavano l'origine africana sub-sahariana. Il loro studio ha esaminato 90 individui e ha rivelato che "assomigliavano molto alle popolazioni del Vicino Oriente antico e moderno, soprattutto quelle del Levante, e non avevano quasi nessun DNA dell'Africa sub-sahariana". Inoltre, i risultati genetici delle mummie sono rimasti immutati anche quando diverse potenze - tra cui Nubiani, Greci e Romani - hanno conquistato l'impero.

## Pubblicazioni
- Lamnidis T.C., Ancient Fennoscandian genomes reveal origin and spread of Siberian ancestry in Europe., in Nature Communications, vol. 9, n. 5018, 2018,  p. 5018, Bibcode:2018NatCo...9.5018L, DOI:10.1038/s41467-018-07483-5, PMC 6258758, PMID 30479341.
- Krause J., Neanderthals in central Asia and Siberia., in Nature, vol. 449, n. 7164, 2007,  pp. 902-904, Bibcode:2007Natur.449..902K, DOI:10.1038/nature06193, PMID 17914357.
- Krause J., Mitochondrial genomes reveal an explosive radiation of extinct and extant bears near the Miocene-Pliocene boundary., in BMC Evolutionary Biology, vol. 8, n. 1, 2008,  p. 220, DOI:10.1186/1471-2148-8-220, PMC 2518930, PMID 18662376.
- Krause J, etal, The complete mitochondrial DNA genome of an unknown hominin from southern Siberia., in Nature, vol. 464, n. 7290, 2010,  pp. 894-897, Bibcode:2010Natur.464..894K, DOI:10.1038/nature08976, PMID 20336068.
- Green R. E., Krause J., A draft sequence and preliminary analysis of the Neandertal genome., in Science, vol. 328, n. 5979, 2010,  pp. 710-722, Bibcode:2010Sci...328..710G, DOI:10.1126/science.1188021, PMC 5100745, PMID 20448178.
- J. Krause, Thomas Trappe: Die Reise unserer Gene: Eine Geschichte über uns und unsere Vorfahren. Propyläen Verlag, Februar 2019, ISBN 978-3549100028